# Symplocos longiflora
Symplocos longiflora är en tvåhjärtbladig växtart som beskrevs av August Brand. Symplocos longiflora ingår i släktet Symplocos och familjen Symplocaceae. Inga underarter finns listade i Catalogue of Life.